# Johann Nepomuk della Croce

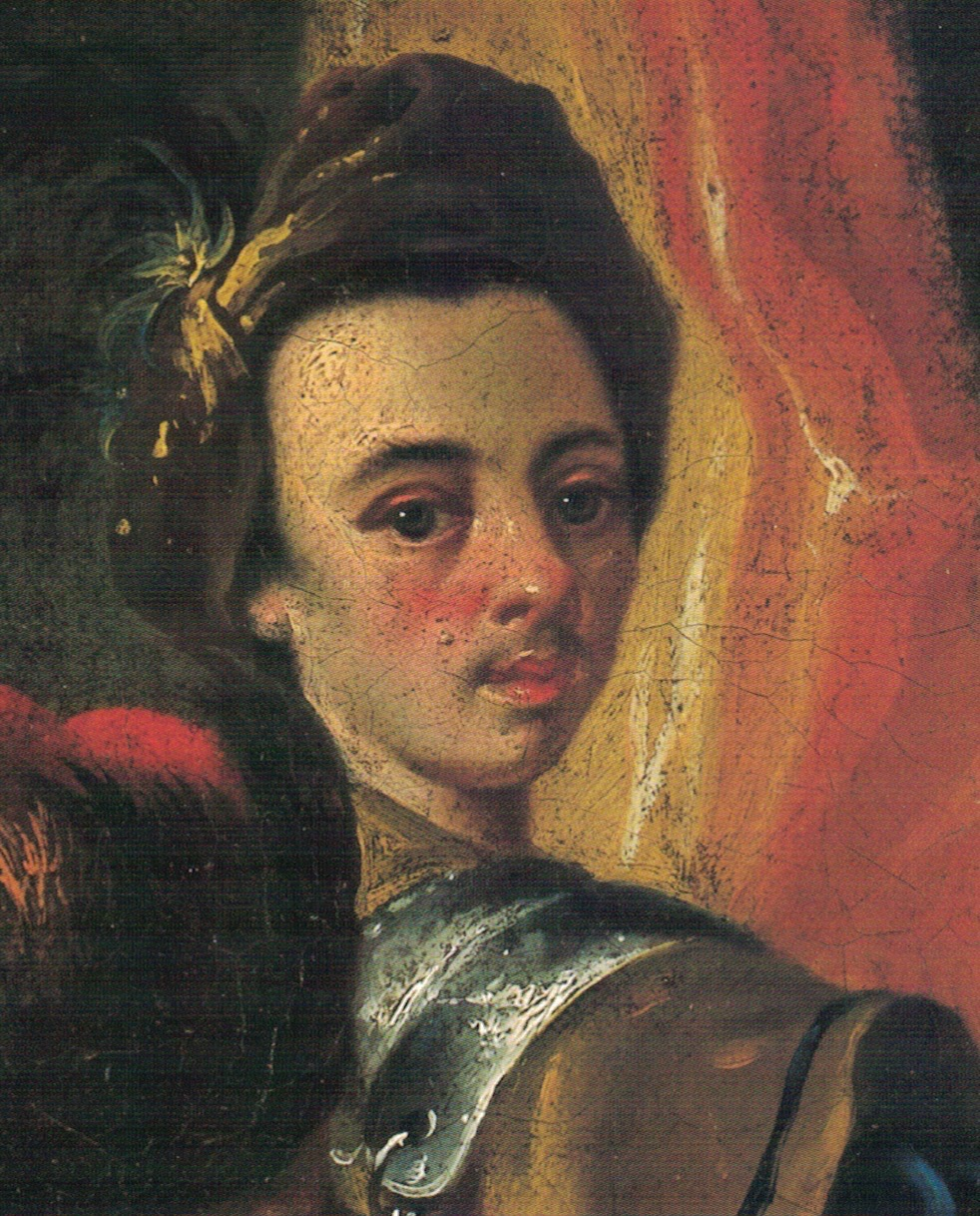
Johann Nepomuk della Croce; Selbstporträt von 1762

Johann Nepomuk della Croce (* 7. August 1736 in Pressano bei Trient; † 4. März 1819 in Linz) war ein österreichischer Maler.

## Leben
Der 1736 in Tirol geborene Künstler studierte bei seinem Onkel Pietro Antonio Lorenzoni Malerei. Nach Studienreisen durch Italien, Deutschland, Ungarn und Frankreich ließ er sich mit 19 Jahren in Burghausen nieder und erwarb eine der zwei Malergerechtigkeiten im Jahr 1756 von der Witwe des Malers Wolfgang Xaver Krötz (1715–1756). Bezüglich eines Probegemäldes zur Zulassung lag er mit dem Inhaber der zweiten Malergerechtigkeit, Johann Martin Seltenhorn im Streit. Seltenhorn, welcher etwa zur selben Zeit seinem Schwiegervater Innozenz Anton Warathy nachfolgte, gab sein Gemälde rasch ab, wohingegen sich della Croce vier Jahre Zeit ließ, was offenbar Seltenhorns Unmut erregte. Weitere Streitfälle in der Familie und im beruflichen Umfeld folgten. Am 30. September 1760 heiratete er die Burghauser Bürgermeistertochter Maria Anna Margaretha Stainer (1731–1772), mit der er sieben Kinder hatte, von denen sechs im Kindesalter starben. Ihr letztes Kind, Maria Barbara, war stark geistig und körperlich behindert. 1772 heiratete er seine zweite Frau Magdalena Kellhammer (1743–1811), mit welcher er dreizehn Kinder hatte, von denen vier ihren Vater überlebten. Della Croce übernahm vermutlich ab 1795 die Nachfolge von Johann Georg Lindt als Lehrer an der Burghauser Zeichnungsschule. 1813 ging della Croce nach Linz, um dort als Porträtmaler zu arbeiten. Er verstarb am 4. März 1819 in seinem Atelier an Altersschwäche, ohne ein nennenswertes Vermögen zu hinterlassen.
Della Croce war einer der gefragtesten Porträtisten zwischen den Bischofstädten Passau und Salzburg sowie den Verwaltungsstädten München und Linz. Neben Historien- und Altarbildern sowie Fresken im südbayrisch-oberösterreichischen Raum malte er laut Felix Joseph von Lipowsky 5000 Porträts. An seinen Bildern lässt sich sehr gut der Übergang vom Spätbarock zum Klassizismus ablesen.
Della Croce war der Begründer einer Malerfamilie in Burghausen, aus der noch vier weitere Künstler hervorgegangen sind, nämlich seine Söhne Clemens Johann Evangelist della Croce (1782–1823) und Peter Anton della Croce (1785–1845), sowie Karl Klemens della Croce (1816–1891), ein Sohn von Clemens Evangelist della Croce. Das Wirken der Familie endete in der vierten Generation mit Clement della Croce (1848–1894), einem Sohn von Karl Klemens della Croce.

## Werke (Auswahl)
- 1771: Fresken in Maria Ach

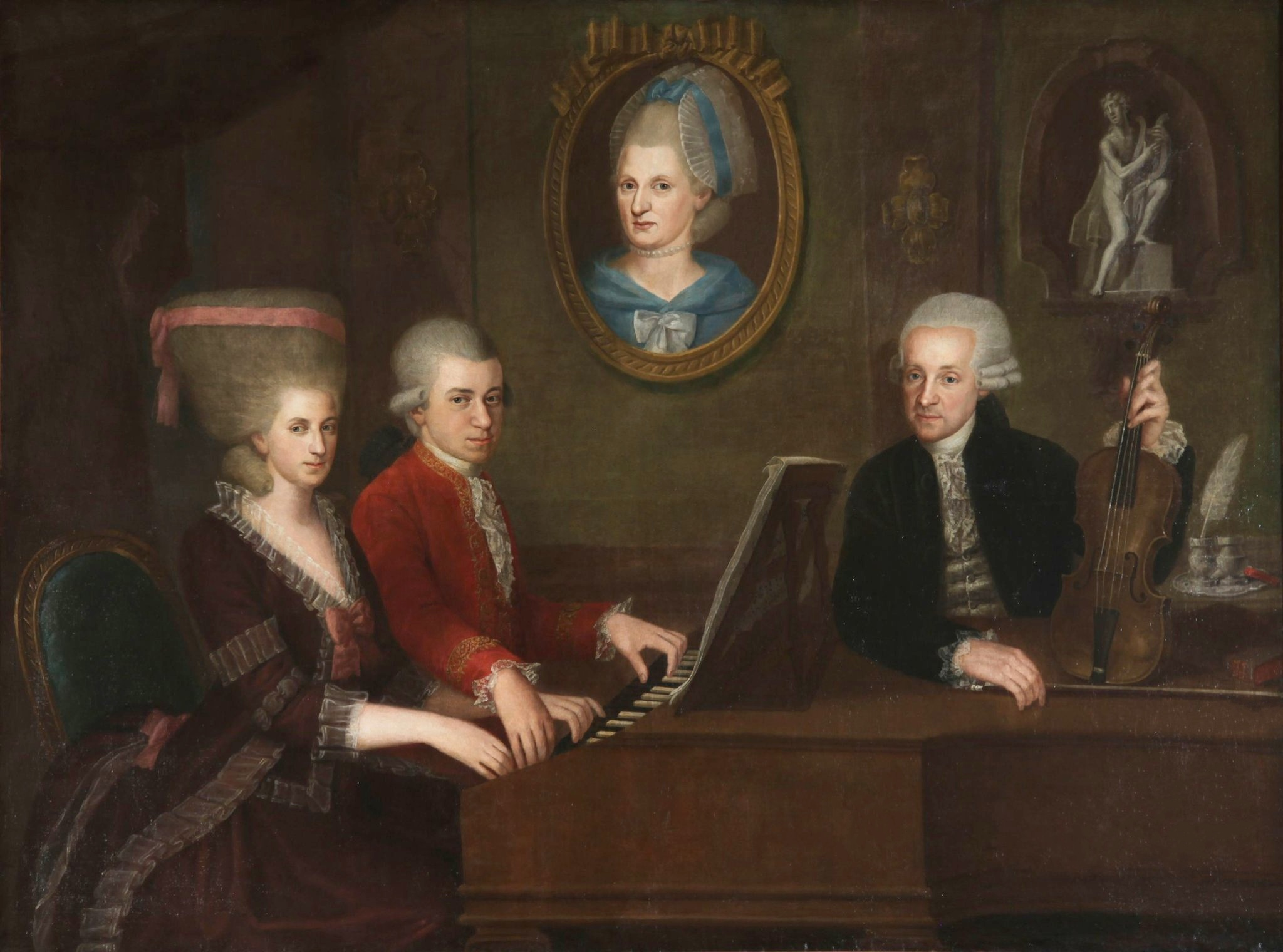
Wolfgang Amadeus Mozart mit seiner Schwester Maria Anna und Vater Leopold, an der Wand hängt ein Porträt der verstorbenen Mutter Anna Maria, 1781 von Johann Nepomuk della Croce

- 1780: Pfarrkirche Mattighofen: Die Fresken in den Gewölben des Langhauses und Chores, im Mittelschiff „Einzug in die Arche Noah“, im linken Seitenschiff „Bergpredigt“, „Barmherziger Samariter“, „Jakobsbrunnen“, im rechten Seitenschiff „Heilung eines Blindgeborenen“, „Tochter des Jairus“, „Christus schreibt auf dem Boden“, in der Vierung „Königin von Saba“, in den Querarmen „Eherne Schlange“, „Flucht aus Sodom“, im Chor „Mariä Himmelfahrt“.
- 1781: Seitenaltarbilder im Kapuzinerkloster St. Anna, Burghausen
- 1781: Gemälde der musizierenden Familie Mozart.
- 1784: Pfarrkirche St. Georgen im Attergau, Gemälde (Wechselrahmenbild) für einen Seitenaltar „Mariä Verkündigung“.
- 1784: Pfarrkirche St. Georgen im Attergau, Gemälde (Wechselrahmenbild) für einen Seitenaltar „Hl. Drei Könige“.
- 1796: Stiftskirche St. Maria, Au am Inn, Hochaltarbild Mariä Himmelfahrt.